# Adrian Gilmore
Adrian Gilmore (ur. 4 lutego 1977) – kanadyjski zapaśnik w stylu wolnym. Srebrny medal na mistrzostwach panamerykańskich w 1997 roku. Zawodnik University of Regina. W zawodowych zapasach znany jako "Crazy Horse" Eddie Mustang.